# Gyokuro
Gyokuro (Nhật: 玉 露 (ngọc lộ)  "ngọc sương") là một loại trà xanh trồng trong bóng râm của Nhật Bản. Nó khác với loại trà xanh tiêu chuẩn sencha (một loại trà xanh cổ điển không trồng trong bóng râm) ở việc được phát triển ở nơi râm mát thay vì nhận được ánh sáng mặt trời đầy đủ. Gyokuro  cũng khác với một loại trà được trồng trong bóng râm được gọi là kabusecha (nghĩa là "trà được che phủ"), ở khoảng thời gian trải qua sự phát triển cuối cùng dưới bóng mát (gyokuro được phủ bóng râm trong khoảng ba tuần, trong khi kabusecha được phủ bóng râm trong khoảng một tuần). Tên gọi "gyokuro" dịch ra có nghĩa là "ngọc sương" ("jewel dew", hoặc "jade dew", đề cập đến màu xanh nhạt của nước trà). Trong khi hầu hết các loại sencha đều xuất phát từ giống Camellia sinensis của Yabukita (薮北), gyokuro thường từ các giống chuyên biệt như Asahi, Okumidori, Yamakai, và Saemidori.

## Chuẩn bị
Gyokuro được chuẩn bị khác với các loại trà xanh khác:
- sử dụng gấp đôi trọng lượng lá chè khô cho một lượng nước nhất định (ví dụ, 6 tới 10 gram cho 180 ml, hoặc 2 đến 3 teaspoon đầy cho 2 cốc cup nhỏ);
- sử dụng nhiệt độ pha trà thấp hơn (ở khoảng 50–60 °C (122–140 °F) thay vì 65–75 °C (149–167 °F) đối với sencha; đối với các loại gyokuro cao cấp như xếp hạng của hội đồng xếp hạng trà quốc gia, nhiệt độ được đề nghị là 40 °C (104 °F).);
- thời gian hãm trà lâu hơn, ít nhất là cho lần nước đầu tiên (90 giây thay vì 1 phút đối với sencha).

Vì gyokuro thường được ủ ở nhiệt độ thấp như vậy, nên các nguồn tư liệu có thể đề nghị hâm nóng cả ấm và cốc để duy trì sự ấm áp của trà khi thưởng thức.

## Trồng trọt
Mặc dù nó được phân loại như một loại sencha theo phương pháp sản xuất, việc canh tác của gyokuro khác với các loại trà sencha khác. Các lá trà gyokuro được che nắng trong ít nhất 20 ngày bằng chiếu rơm trước khi thu hoạch. Điều này làm cho lượng amino acid theanine và alkaloid caffeine trong lá chè tăng lên, mang lại hương vị ngọt ngào. Loại trà này cũng có hương thơm đặc biệt từ quá trình che phủ cây. Cách canh tác này cũng được sử dụng trong việc sản xuất tencha, (碾茶), nhưng các ghi chép cho thấy quá trình này đã được phát triển trong thời kỳ Azuchi-Momoyama.

## Thị trường
Gyokuro là một trong những loại sencha đắt tiền nhất hiện có ở Nhật Bản. Tên gọi ban đầu của loại trà là tên sản phẩm của trà do Công ty Trà Yamamotoyama (Nhật Bản) sản xuất. Loại trà này được phát hiện lần đầu bởi chủ nhân đời thứ sáu của Yamamotoyama, Yamamoto Kahei, vào năm 1835 (năm Thiên Bảo thứ 6). Quá trình này đã được hoàn thành bởi một nhà sản xuất khác vào đầu thời kỳ Minh Trị.
Nhãn hiệu tốt nhất của gyokuro về chất lượng và số lượng là Yamecha, được sản xuất tại Yame ở Fukuoka. Hơn 40% lượng gyokuro được sản xuất tại Yame, và trong cuộc họp hội đồng xếp hạng trà quốc gia vào tháng 8 năm 2007, Yamecha đã giữ tất cả các vị trí xếp hạng từ thứ nhất tới thứ 26 cho loại gyokuro tốt nhất. Thành phố Uji là khu vực sản xuất gyokuro lâu đời nhất tại Nhật Bản.
Gyokuro không nên nhầm lẫn với "tamaryokucha", một loại trà được sản xuất tại khu vực Kyushu. Tamaryokucha cũng có một hương vị ngọt, nhưng quá trình sản xuất khác với gyokuro.